# گورتنوب
گورتنوب (به لاتین: Gortnob) یک منطقهٔ مسکونی در روسیه است که در داغستان واقع شده‌است.